# Campeonato Brasileiro de Futebol Sub-17
O Campeonato Brasileiro de Futebol Sub-17 é uma competição de futebol organizada pela CBF desde 2019. Anteriormente, teve uma edição em 2012 que foi organizada pela Federação Gaúcha de Futebol (FGF).

## Títulos

### Por equipe
| Clube                | Títulos        | Vices          | 3° Lugar       | 4° Lugar |
| -------------------- | -------------- | -------------- | -------------- | -------- |
| Palmeiras            | 2 (2022, 2023) | 1 (2024)       | 0              | 0        |
| Flamengo             | 2 (2019, 2021) | 0              | 1 (2023)       | 1 (2020) |
| Fluminense           | 2 (2020, 2024) | 0              | 0              | 0        |
| Internacional        | 1 (2012)       | 0              | 0              | 0        |
| Grêmio               | 0              | 2 (2012, 2022) | 1 (2019)       | 0        |
| São Paulo            | 0              | 1 (2023)       | 2 (2020, 2021) | 1 (2019) |
| Athletico Paranaense | 0              | 1 (2020)       | 1 (2022)       | 0        |
| Corinthians          | 0              | 1 (2019)       | 0              | 1 (2023) |
| Vasco da Gama        | 0              | 1 (2021)       | 0              | 0        |
| Santos               | 0              | 0              | 1 (2024)       | 1 (2022) |
| Atlético Mineiro     | 0              | 0              | 1 (2012)       | 0        |
| Figueirense          | 0              | 0              | 0              | 1 (2012) |
| Cruzeiro             | 0              | 0              | 0              | 1 (2021) |
| Botafogo             | 0              | 0              | 0              | 1 (2024) |

### Por federação
| Estado            | Títulos | Vices | 3° Lugar | 4° Lugar |
| ----------------- | ------- | ----- | -------- | -------- |
| Rio de Janeiro    | 4       | 1     | 1        | 2        |
| São Paulo         | 2       | 3     | 3        | 3        |
| Rio Grande do Sul | 1       | 2     | 1        | 0        |
| Paraná            | 0       | 1     | 1        | 0        |
| Minas Gerais      | 0       | 0     | 1        | 1        |
| Santa Catarina    | 0       | 0     | 0        | 1        |

### Por região
| Região  | Títulos | Vices | Semifinais |
| ------- | ------- | ----- | ---------- |
| Sudeste | 6       | 4     | 11         |
| Sul     | 1       | 3     | 3          |